# Francisco Álvares Machado
Francisco Álvares Machado (São Paulo, 21 de dezembro de 1791 — Niterói, 4 de julho de 1846) foi um político brasileiro. Filho do cirurgião-mor Joaquim Teobaldo Machado de Vasconcelos e de Maria Álvares da Silva Bueno. Casado com Cândida Maria de Vasconcelos Barros, falecida em Campinas em 1851, Álvares Machado teve a filha única Maria Angélica de Vasconcelos. Deixou ela grande descendência de seu casamento com Hércules Florence, de quem foi primeira esposa.
Como o pai, era cirurgião, nomeado em 1814 por Dom João VI. Oculista, dos primeiros a tratar da catarata com instrumentos que ele próprio fabricava, clinicou na Corte, em Itu, Porto Feliz e Campinas. Nessa última cidade, ocupou diversos cargos de governo; ali foi um dos chefes do Partido Liberal. Tomou assento na Assembleia Legislativa Provincial de São Paulo, tendo composto, também, o conselho da província. Mais tarde, elegeu-se deputado geral, exercendo mandatos nas 4ª, 6ª e 8ª legislaturas.
Foi presidente da província do Rio Grande do Sul, de 30 de novembro de 1840 a 17 de abril de 1841. Foi um dos presidentes mais bem quistos no Rio Grande do Sul, sobretudo pelos farroupilhas. Com sua nobreza de caráter inspirou confiança aos farroupilhas para iniciar tratativas de paz. Como presidente da província, ofereceu a Bento Gonçalves da Silva anistia plena para negociar um tratado.
Bento respondeu em carta, em 7 de dezembro de 1840, propondo que: as dívidas contraídas pela república fossem pagas pelo governo imperial; os escravos que haviam sido alistados como soldados republicanos fossem libertados e que os oficiais revolucionários fossem garantidos em seus postos, quando aproveitados em serviço da Guarda Nacional.
Para melhor firmar o tratado, Bento Gonçalves solicitou uma conferencia com o presidente, porém Álvares Machado negou-a por saber que os farrapos tentavam aliciar à sua causa diversos legalistas. A recusa da conferencia importou em suspensão da anistia e consequente continuação da luta. Segundo Spalding, Álvares não teria conseguido avançar nas discussões sobre a pacificação devido a serem muito restritas suas atribuições. Pelos serviços que prestou ao governo central durante a Revolução Farroupilha, foi agraciado com o oficialato da ordem do Cruzeiro.
Embora não fosse jornalista, muito influenciou a nascente imprensa campineira; do Rio de Janeiro, levou a Campinas a primeira tipografia da cidade, dirigida pelo seu genro Hércules Florence, o pioneiro da fotografia na América Latina. Homenageado com a denominação de importante rua de Campinas, seu nome também foi dado a um município paulista, Álvares Machado.